# Marques Brownlee
Marques Keith Brownlee (Maplewood, New Jersey, 3 december 1993) is een Amerikaanse youtuber en professionele ultimate-frisbee-speler. Brownlee is bekend om zijn op technologie gerichte video's op YouTube. Professioneel is hij bekend onder de naam MKBHD. Deze naam is een combinatie van zijn initialen (MKB) en high-definition (HD). Hij maakt met name video's over smartphones, computers en andere consumentenelektronica. Hij wordt gezien als een van de bekendste vertegenwoordigers in de sector van consumentenelektronica.

## Biografie

### Persoonlijk leven
Brownlee groeide op in Maplewood, New Jersey. Voor zijn voortgezet onderwijs studeerde hij aan de Columbia High School. Verder ging Brownlee studeren aan het Stevens Institute of Technology, waar hij in mei 2015 afstudeerde in bedrijfs- en informatietechnologie. Vervolgens ging hij fulltime werken als youtuber. Hij produceerde de video's in zijn appartement, totdat hij in 2016 verhuisde. Brownlee werkt nu vanuit een studio in Kearny, New Jersey, waarbij hij gebruik maakt van RED-videoapparatuur.
Verder bezit Brownlee een Tesla Model S P100D, die hij af en toe in zijn kanaal laat zien. Naast het produceren van video's speelt hij golf en was hij een professioneel ultimate-frisbee-speler voor de Philadelphia Phoenix (2017) en Garden State Ultimate (2015-2017). Brownlee speelde eerder voor de inmiddels opgeheven New Jersey Hammerheads, een team van de American Ultimate Disc League (AUDL). Ook speelde hij voor New York Rumble, welke behoorde tot de inmiddels opgeheven Major League Ultimate.

### Carrière
Op 21 maart 2008 maakte Brownlee zijn kanaal (MKBHD) aan op YouTube. Als middelbare scholier kocht hij een nieuwe laptop van zijn zakgeld. Echter voldeed deze niet aan zijn verwachtingen, dus maakte hij een recensie video en uploadde dit op YouTube. Op die manier begon hij in januari 2009 met het uploaden van technologievideo's over nieuwe producten of recensies van producten die hij al bezat. Brownlee produceerde zijn eerste video's door middel van screencasting, een manier waarmee een filmpje gemaakt kan worden van het computer beeldscherm. Zijn eerste paar honderd video's waren voornamelijk gericht op hardware tutorials en freeware.
Sinds eind 2014 reikt Brownlee jaarlijks de "Smartphone Awards" uit. Bij deze prijsuitreiking presenteert Brownlee de beste producten (van het afgelopen jaar) in verschillende categorieën. Op 18 december 2019 bereikte hij de mijlpaal van 10 miljoen abonnees, waardoor MKBHD volgens Social Blade behoort tot de technologiegerichte YouTube-kanalen met de meeste abonnees. Op 29 maart 2018 uploadde Brownlee zijn 1000ste video.
Verder heeft hij verschillende bekende persoonlijkheden geïnterviewd. In december 2015 was dit met basketbalspeler Kobe Bryant. Vervolgens sprak hij in oktober 2016 met Craig Federighi tijdens de bekendmaking van de nieuwe MacBook Pro. Verder hield Brownlee in maart 2018 een interview met Neil deGrasse Tyson. In augustus van 2018 sprak hij ook met ondernemer Elon Musk. In oktober 2019 interviewde Microsoft-CEO Satya Nadella voor de aankondiging van Surface van Microsoft, en acteur Will Smith. Verder spreekt hij sinds 2019 elke februari met Microsoft oprichter Bill Gates over de Bill & Melinda Gates Foundation. In december 2020 sprak hij ook met Barack Obama.
Eind 2020 maakte Forbes bekend dat Brownlee een plaats had gekregen op de Forbes 30 Under 30-lijst van 2021, als een van de dertig jonge innovators die op het punt stonden erg succesvol te worden.